# Райалин, Саломон Мауриц фон
Барон Райалин, Саломон Мауриц фон (швед. Salomon Maurits von Rajalin; 25 августа 1757, Карлскруна — 23 сентября 1825) — шведский адмирал.

## Биография
Родился 25 августа 1757 года в Карлскруне в семье ландсхёвдинга Блекинге барона Юхана Райалина (1715—1786) и Барбары Элеоноры фон Герттен.
В 1773 году произведён в фенрики армейского флота. С 1780 по 1782 годы состоял на службе во французском военно-морском флоте и по возвращении на родину стал быстро продвигаться по карьерной лестнице.
В 1785 году Райалин был назначен первым шведским губернатором острова Сен-Бартельми. Этот пост он занимал до 1787 года, когда получил должность ландсхёвдинга Готланда. В этой должности он состоял более двадцати лет, однако непосредственно исполнял обязанности лишь непродолжительное время, так как ему часто доверялись иные поручения.
Во время русско-шведской войны 1788—1790 годов в качестве главнокомандующего шхерным флотом 26 августа 1789 года участвовал в сражении у Порккалы.
В 1791 году Райалин стал контр-адмиралом. В 1791—1794 годах был генерал-интендантом флота, а в 1799 году произведён в вице-адмиралы. В 1801—1809 годах в качестве действительного генерал-адъютанта делал доклады королю по вопросам морского флота.
С началом русско-шведской войны 1808—1809 годов командовал шхерным флотом, однако в октябре 1808 года попросил о снятии с этого поста.
В 1809 году Карл XIII произвёл Райалина в адмиралы, а в 1812 году назначил ландсхёвдингом Евлеборгского лена. Уже в 1813 году он подал со всех постов в отставку.
Умер 23 сентября 1825 года в Стокгольме. Церемония отпевания проходила в церкви Ульрики Элеоноры (Кунгсхольмской), похоронен на кладбище церкви Святой Клары.
Со смертью в 1826 году его брата баронская ветвь рода Райалинов пресеклась.

## Семья
С 1787 года был женат на Фредрике Ловисе Егершёльд.

## Награды
- Орден Меча
  - рыцарский крест (RSO1kl) (1779)[1]
  - большой рыцарский крест с брошью в виде меча (RmstkSO1kl) (28 августа 1789)[2]
  - командорский крест (KSO1kl) (1797)[1]
  - большой крест (KmstkSO) (1801)[1]
- Французский орден Военных заслуг[1]